# Théorie des cratères de soulèvement
La théorie des cratères de soulèvement est une théorie de géologie populaire au XVIIIe siècle pour expliquer l'origine des montagnes. Elle suppose que l'élévation du relief est due à une poussée de magma qui soulève la croûte. La théorie est en particulier attribuée à Leopold von Buch au début du XIXe siècle après son étude des volcans d'Auvergne et des îles Canaries. Cette théorie s'oppose à l'idée que les cônes volcaniques se forment par accumulation successive de couches de lave. Bien que des coulées de lave avaient été observées, certains géologues de l'époque doutaient que ces laves puissent former une épaisseur importante sur les pentes fortes des cônes volcaniques, et supposaient donc que la majeure partie de l'élévation était due à une poussée sous-jacente. La théorie a été par la suite abandonnée comme principale explication pour la formation des montagnes et volcans, bien que l'élévation du sol par poussée magmatique peut avoir une certaine influence sur certains reliefs.